# Hannes Hafstein
Hannes Þórður Hafstein, född 4 december 1861 på gården Möðruvellir i Hörgárdalur på Island, död 13 december 1922 i Reykjavik, var en isländsk poet, ämbetsman och politer Han var Islands första statsminister. 

## Biografi
Hannes Hafsteins var son till Pétur Havstein och Kristjana Gunnarsdóttir Havstein. År 1880 tog han examen vid den isländska lärdomsskolan och 1886 blev han candidatus juris vid Köpenhamns universitet. Han blev borgmästare och sysselman i Ísafjarðar 1896. Hannes blev snart en av de mest framskjutna männen i det i slutet av 1890-talet grundade Heimastjórnarflokkurinn, som krävde tillsättandet av en särskild minister för Island med säte i Reykjavik, och utnämndes efter 1903 års författningsreform till förste innehavare av detta ämbete från 1904. Han avgick 1909, då oppositionspartierna ställde längre gående krav på isländsk självstyrelse, än han kunde stödja. Åren 1912–1914 var han åter minister och därefter bankdirektör i Reykjavik. 
Hannes debuterade 1882 med en lovsång till stormen (Í Kaldadal; i isländska tidskriften "Verðandi"). Som skald var han enbart lyriker och visar frändskap med Holger Drachmann och ej obetydlig påverkan av Georg Brandes, men är dock fullt originell. Förutom dryckes- och kärlekskväden omfattar hans diktning även naturskildringar och fosterländska sånger; ytterst sällan, som till exempel i dikten Skarpheðinn i brennunni besjunger han de frejdade förfäderna. Hans diktning samlades i Ýmisleg Ijóðmæli (Reykjavik 1893). Han utgav 1916 en ny diktsamling.

## Utmärkelser
- Riddare av Dannebrogorden,  1904[3]
- Kommendör av Dannebrogorden,  1906[3]
- Dannebrogsmännens hederstecken,  1906[3]
- Kommendör av första graden av Dannebrogorden,  1907[3]

[Redigera Wikidata]